# Olsen-banden går i krig
Olsen-banden går i krig är en dansk komedifilm från 1978 i regi av Erik Balling. Det är den tionde filmen i filmserien om Olsen-banden.

## Handling
Egon Olsen har fått nys om att ett gäng affärsmän, politiker och EG-medlemmar tillsammans har gjort upp "Operation Daisyland", en topphemlig plan på att inom en nära framtid göra om hela Danmark till en tysk semesterpark. Till detta projekt har de samlat på sig svarta pengar, och för både egen och fosterlandets skull planerar Egon och hans kumpaner å sin sida att bryta sig in i Köpenhamns rådhus där pengarna förvaras och stjäla dem. Som vanligt går det inte riktigt som planerat.

## Om filmen

### Norsk version
Olsenbanden och Dynamit-Harry mot nya höjder från 1979 är en norsk version av denna film.

### Jönssonligan
Filmen stod som förebild för den svenska filmen Jönssonligan får guldfeber från 1984.

### Inspirationer
I filmen förekommer en scen där Egon, Benny och Kjeld hänger på Köpenhamns rådhus torns urtavla. Scenen är inspirerad av Harold Lloyds film Upp genom luften från 1923.

## Rollista
- Ove Sprogøe – Egon Olsen
- Morten Grunwald – Benny Frandsen
- Poul Bundgaard – Kjeld Jensen
- Kirsten Walther – Yvonne Jensen
- Axel Strøbye – Kriminalassistent Jensen
- Ole Ernst – Polisassistent Holm
- Bjørn Watt Boolsen – Bang Johansen
- Ove Verner Hansen – Bøffen
- Edward Fleming – Den Sorte Baron
- Ejner Federspiel – Nattvakt
- Emil Hass Christensen − Fängselsinspektör
- Bjørn Puggaard-Müller − Statssekreterare i Rigsregistraturen
- Birger Jensen − Medarbetare i Rigsregistraturen
- Holger Perfort − Medarbetare i Rigsregistraturen
- Holger Vistisen − Medarbetare i Rigsregistraturen
- Karl Stegger − Chefskock i Rigsregistraturen
- Claus Nissen − Man vid ölautomat
- Kirsten Hansen-Møller − Kantinedame
- Hanne Løye − Fru Hansen
- Poul Thomsen − Fönsterputsare på rådhus
- Kirsten Norholt − Steward
- Henning Palner − Pilot
- Ernst Meyer − Polis
- Solveig Sundborg − Kvinna
- John Martinus − Medarbejder på rådhus
- Jørgen Beck − Medarbejder på rådhus
- Bertel Lauring − Taxichaufför
- Tom McEwan − Innehavare av porslinsbutik[3]